# مارکوس بالمرت
مارکوس بالمرت (انگلیسی: Markus Ballmert؛ زادهٔ ۲۷ نوامبر ۱۹۹۳) بازیکن فوتبال اهل آلمان است.
از باشگاه‌هایی که در آن بازی کرده‌است می‌توان به باشگاه فوتبال هانوفر ۹۶ اشاره کرد.